# Synthpop
Pour les articles homonymes, voir Synthétiseur (homonymie).
Genres dérivés
House, electro, chiptune, digital hardcore, indie dance, electronica, dance-pop Futurepop
Genres associés
New wave
La synthpop (abréviation de synthesizer pop, litt. « pop au synthétiseur »), également connue sous les désignations electropop et technopop, est un genre musical ayant le synthétiseur pour principal instrument, et qui a pris de l'importance de la fin des années 1970 au milieu des années 1980. Auparavant, dès le début des années 1970, le synthétiseur figurait dans le rock progressif, l'electronic art rock, le disco et en particulier le « krautrock », sous-genre allemand du rock progressif et planant illustré par des groupes comme Tangerine Dream et Kraftwerk. La synthpop se popularise sous un genre distinct au Japon et au Royaume-Uni durant l'ère post-punk et se trouve largement impliquée dans le mouvement new wave de la fin des années 1970 au milieu des années 1980.
La synthpop a contribué à introduire le synthétiseur dans des genres musicaux popularisés comme la pop ou le rock et a directement influencé des genres comme la house, la techno de Détroit et la trance de Goa ainsi que d'autres genres musicaux.
Le genre connaît un renouveau dans les années 2000 avec des groupes et artistes comme Ladytron, The Knife, Hot Chip et Ladyhawke, puis dans les années 2010 avec Carly Rae Jepsen, Grimes, Christine and the Queens ou encore The Weeknd.

## Caractéristiques
La synthpop se définit par l'usage de synthétiseurs, boîtes à rythmes et séquenceurs, souvent utilisés pour remplacer d'autres instruments. Les synthétiseurs servaient habituellement à imiter les sons clichés des instruments orchestraux. Les chants étaient également inclus, et les paroles étaient généralement inspirées de thèmes optimistes comme la romance.

## Histoire

### Précurseurs

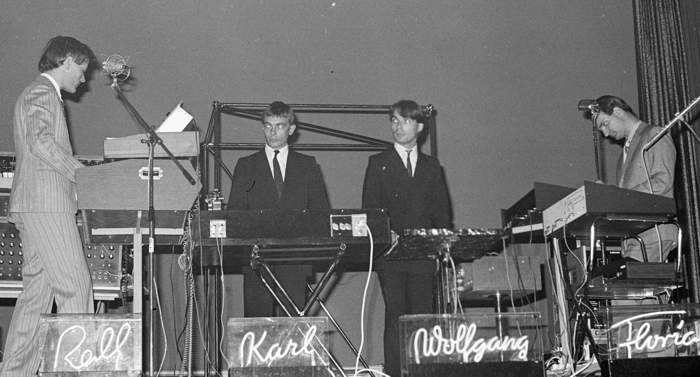
Kraftwerk, l'un des groupes significatifs de la synthpop, en 1976.

Les synthétiseurs commencent à être utilisés en studio au milieu des années 1960, à la même période durant laquelle le rock devient un genre musical distinct. Les orgues électroniques et le mellotron, un clavier musical électromécanique usant d'échantillons sonores sont bientôt concurrencés en popularité par les synthétiseurs, notamment Moog, dont un premier prototype est créé par Robert Moog en 1964. Ces premiers synthétiseurs sont modulaires avec de nombreux câbles de connexion, difficiles à programmer, encombrants et donc plus adaptés au studio qu'à la scène. Robert Moog, qui est à l'écoute des musiciens, met alors au point une version portable, le Minimoog, plus facilement utilisable en particulier lors de performances sur scène. Le Minimoog est très vite largement adopté au début des années 1970, notamment par les musiciens de rock progressif comme Richard Wright de Pink Floyd et Rick Wakeman du groupe Yes. Le rock progressif instrumental est particulièrement populaire en Europe centrale, et permet à des groupes comme Kraftwerk, Tangerine Dream, Can et Faust de contourner la barrière des langues. Leur « Krautrock » synthétisé et les collaborations de Brian Eno (ancien de Roxy Music), inspireront les futures chansons de synth rock.
En 1971, le film britannique Orange mécanique popularise la bande originale de Wendy Carlos. Il s'agit de la première fois que le public britannique écoute de la musique électronique. Philip Oakey de Human League et Richard H. Kirk de Cabaret Voltaire, sans compter le critique musical Simon Reynolds, citent cette bande originale comme une inspiration. La musique électronique se fait  progressivement connaître avec le musicien de jazz Stan Free, sous le pseudonyme Hot Butter, qui atteint le top 10 aux États-Unis et au Royaume-Uni en 1972, avec une reprise de la chanson Popcorn de Gershon Kingsley jouée avec un synthétiseur Moog, reconnu comme le précurseur de la synthpop et du disco
Le milieu des années 1970 assiste à la montée de musiciens comme Jean-Michel Jarre, Vangelis, et Isao Tomita. L'album de Tomita Electric Samurai: Switched on Rock (1972) fait usage d'éléments rock et pop et liste des chansons jouées par synthèse vocale et séquenceurs analogiques. En 1975, Kraftwerk joue son premier show britannique et inspire Orchestral Manoeuvres in the Dark en ce qui concerne l'usage de synthétiseurs. Kraftwerk sera popularisé avec son titre Autobahn, qui atteindra la 11e place du British Singles Chart. Le groupe est décrit par le programme diffusé sur BBC Four Synth Britannia comme le futur du synthpop dans ce pays. L'italien Giorgio Moroder collabore avec Donna Summer en 1977 pour la publication de la chanson disco I Feel Love, et son rythme électronique sera une inspiration significative pour l'avenir de la synthpop. Les années berlinoises de David Bowie, qui comprennent les albums Low (1977), Heroes (1977), et Lodger (1979), avec Brian Eno, seront également une inspiration avant de s'associer au groupe américain Blondie pour le film American Gigolo sorti en 1980.

### Origines

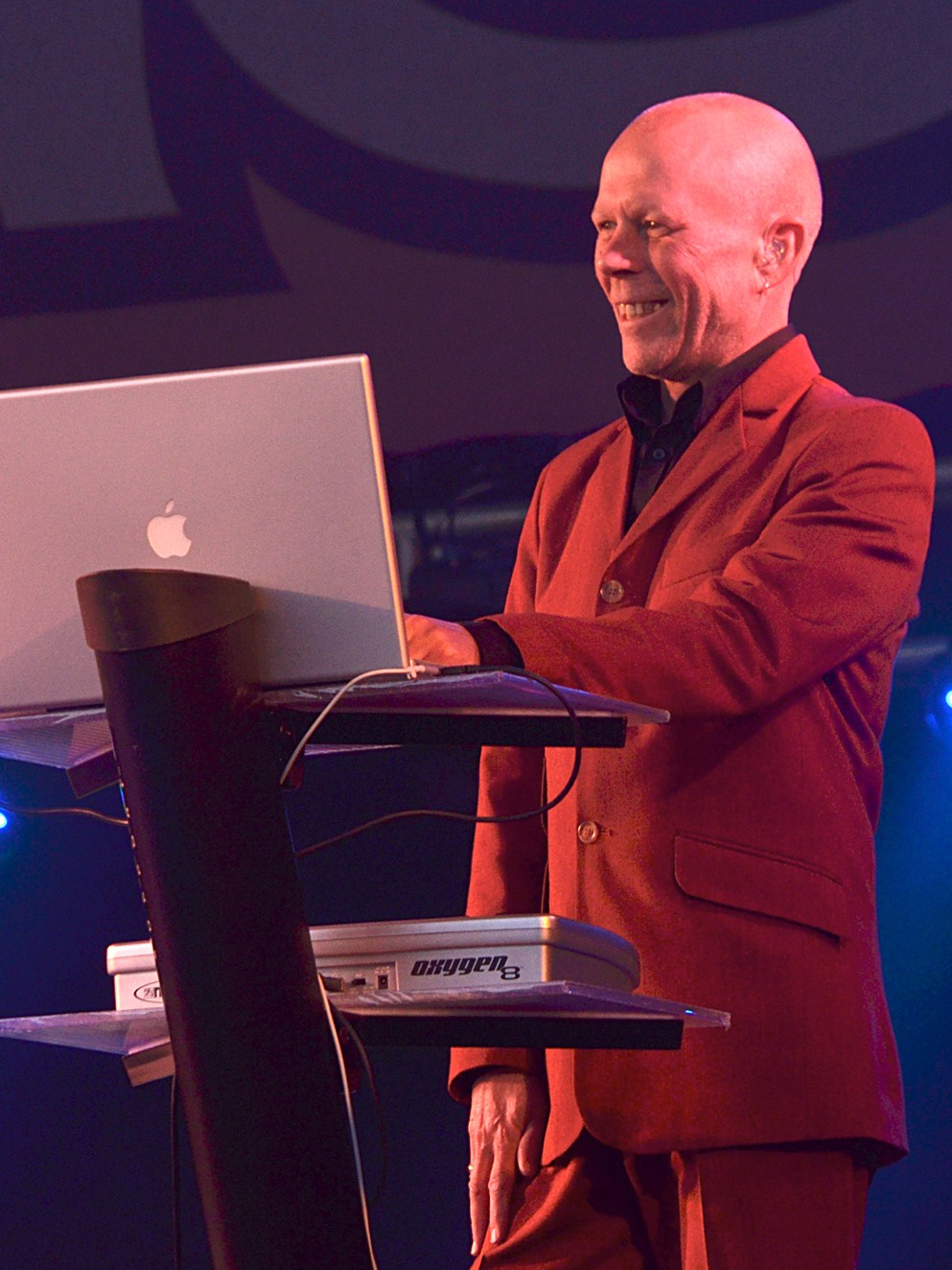
Vince Clarke en 2011, membre d'Erasure et fondateur de Depeche Mode et Yazoo

Le mouvement original du punk rock qui émerge en 1976 et culmine en 1977 est initialement hostile au son « non authentique » du synthétiseur, mais des groupes issus du mouvement l'adoptent (genres new wave et post-punk). Les clubs punk et new wave s'ouvrent alors à ce qui est considéré comme un son « alternatif »,. L'attitude DIY du punk brise les normes du rock progressif, c'est-à-dire l'obligation d'avoir de l'expérience musicale avant de monter sur scène pour jouer du synthétiseur,. Le duo américain Suicide, né de la scène post-punk de New York, utilise des boîtes à rythmes et des synthétiseurs dans son album homonyme publié en 1977.
L'album de Cat Stevens Izitso, publié en avril 1977, monte le style pop rock d'un cran avec l'usage de synthétiseurs, lui attribuant un style plus  synthpop. Was Dog a Doughnut en particulier, est une chanson de fusion techno-pop faisant un premier usage du séquenceur musical. Izitso atteint a septième place du Billboard 200, tandis que la chanson (Remember the Days of the) Old Schoolyard atteint le top 40. Le même mois, les Beach Boys font paraître leur album Love You, presque entièrement joué par Brian Wilson aux synthétiseurs Moog et ARP, avec des arrangements manifestement inspirés par Switched-On Bach (1968) de W. Carlos. Bien que particulièrement félicité par la critiques et des musiciens (comme Patti Smith et Lester Bangs), l'album ne rencontre pas le succès commercial. Il est cependant considéré par certains comme une révolution en matière de synthétiseur, tandis que d'autres décrivent l'usage du Moog par Wilson comme une « ambiance funhouse bouclée » et comme un premier exemple de synthpop. Également en 1977, le membre d'Ultravox Warren Cann fait l'achat d'une boîte à rythme Roland TR-77, utilisée pour la première fois dans son single Hiroshima, mon amour.
Le critique Louis Pattison désigne 1979 comme « l'année où le synth-pop sort de l'underground », avec le morceau Are "Friends" Electric?, du groupe Tubeway Army et chanté par Gary Numan, faisant usage du Moog, qui connaît un énorme succès commercial et se positionne au sommet des charts. La même année sort The Bridge, un album mêlant esprit punk et synthétiseurs, enregistré par les écossais Thomas Leer et Robert Rental pour le label Industrial Records.
Le groupe japonais Yellow Magic Orchestra (YMO), sur son premier album homonyme (1978) et Solid State Survivor (1979), développe un son « amusant et jovial » basé sur la mélodie. En 1980, la boîte à rythme Roland TR-808 fait son entrée dans musique populaire et influence significativement les premiers groupes britanniques de synthpop. À noter également la publication en 1978 du premier single de The Human League Being Boiled.